# Howard A. Newman
Howard A. Newman (geboren am 2. Februar 1921 in Cedarhurst (New York); gestorben am 12. April 2006 in Wellington (Florida)) war ein amerikanischer Investment- und Eisenbahnmanager.

## Leben
Howard A. Newman wurde als Sohn des Wall-Street-Investors Jerome Newman und Estelle Reiss Newman geboren. Jerome Newman gründete mit Benjamin Graham das Investmentunternehmen Graham-Newman Corporation. Er studierte ab 1938 an der Cornell University Agrarwissenschaften und erlangte 1942 einen Abschluss in Wirtschaftswissenschaften. Anschließend war er während des Zweiten Weltkrieges Marine-Offizier auf der USS LST-558 im Pazifikkrieg.
Nach dem Ende des Krieges gründete er ein Import-Export-Unternehmen, bevor in das Unternehmen seines Vaters einstieg.
Dort arbeitete er mit Warren Buffett zusammen, mit dem ihm später eine lebenslange Freundschaft verband.
Nachdem 1955 Graham-Newman die Philadelphia and Reading Corporation übernommen hatte, wurde er Präsident dieser Gesellschaft. Unter seiner Führung wurde das Unternehmenskonglomerat weiter ausgebaut. Neben der bereits bestehenden Textilproduktion (United Underwear, Fruit of the Loom) wurde die Herstellung von Booten, optischen Instrumenten und weiteren Produkten übernommen. Anderseits wurden die unwirtschaftlichen Beteiligungen in der Kohleindustrie (Reading Anthracite) verkauft.
1968 fusionierte er die Philadelphia and Reading mit der Northwest Industries und wurde Chairman of the Board. 1970 verließ er das Unternehmen und wurde Chairman of the Board der Bahngesellschaft Western Pacific Railroad, als Präsident setzte er Alfred E. Perlman (vorher Penn Central Transportation) ein. Er gründete die Holdinggesellschaft Western Pacific Industries und nutzte erneut das zur Verfügung stehende Kapital für Aufkäufe in anderen Wirtschaftszweigen um ein diversifiziertes hochprofitables Unternehmen zu erreichen. Bis zum Verkauf der Western Pacific Industries an die Danaher Corporation 1986 leitete er das Unternehmen als Chairman und CEO.
Danach war er bis zu seinem Tod als Investmentbanker aktiv. Er unterstützte die Blindenhilfsorganisation Jewish Guild for the Blind, deren Aufsichtsratsvorsitzender er von 1967 bis 1971 war, JustWorld International, eine Hilfsorganisation von Reitern, die in armen Regionen Entwicklungsprojekte unterstützt, sowie die Bedford Riding Lanes Association, die alte Wegenetze als Reitwege unterhält. Außerdem stiftete er eine Professur an der Cornell University sowie ein Stipendium.
Howard A. Newman litt an Parkinson. Er war viermal verheiratet und hatte fünf Kinder.